# Tjeckiens socialdemokratiska parti
Socialdemokrati (tjeckiska: Sociální demokracie, SOCDEM), känt under namnet Tjeckiens socialdemokratiska parti (tjeckiska: Česká strana sociálně demokratická, ČSSD) fram till 10 juni 2023, är ett socialdemokratiskt politiskt parti i Tjeckien. Partiet är medlem i Europeiska socialdemokratiska partiet (PES), Socialistinternationalen och den Progressiva alliansen.
Partiet bildades den 7 april 1878 som Sociálně Demokratická strana Českoslovanská v Rakousku (tjeckoslovakiska socialdemokratiska partiet i Österrike). Efter Münchenöverenskommelsen 1938 upplöstes partiet officiellt, men återupprättades 1945 efter att de nazityska ockupanterna besegrats. Efter Pragkuppen 1948 tvångsinkorporerades det socialdemokratiska partiet i kommunistpartiet. År 1990, efter 1989 års sammetsrevolution, kunde ČSSD återigen bildas. Partiet bytte namn Sociální demokracie (Socialdemokrati) i juni 2023.
Partiet ledde landets regeringar 1998–2006 samt 2013–2017 och deltog som koalitionspartner 2018–2021 i en regering ledd av Andrej Babiš. Partiet förlorade sina samtliga mandat i deputeradekammaren i parlamentsvalet 2021.

## Valresultat

### Parlamentsval
| Val  | Antal röster | Röstandel i procent | Antal platser i parlamentet | Placering |
| ---- | ------------ | ------------------- | --------------------------- | --------- |
| 1920 | 1 590 520    | 25.7                | 74                          | 1:a       |
| 1925 | 632 403      | 8.9                 | 29                          | 4:e       |
| 1929 | 963 462      | 13                  | 39                          | 2:a       |
| 1935 | 1 032 773    | 12.6                | 38                          | 3:e       |
| 1946 | 855 771      | 12                  | 37                          | 5:e       |

## Partiledare (från 1904)
| Partiledare       | Från | Till | Anmärkning                                           |
| ----------------- | ---- | ---- | ---------------------------------------------------- |
| Antonín Němec     | 1904 | 1915 |                                                      |
| Bohumír Šmeral    | 1916 | 1917 |                                                      |
| Antonín Němec     | 1917 | 1925 | 2:a gången                                           |
| Antonín Hampl     | 1925 | 1938 |                                                      |
| Zdeněk Fierlinger | 1945 | 1947 |                                                      |
| Bohumil Laušman   | 1947 | 1948 |                                                      |
| Blažej Vilím      | 1948 | 1948 | i exil                                               |
| Václav Majer      | 1948 | 1972 | i exil                                               |
| Vilém Bernard     | 1972 | 1989 | i exil                                               |
| Karel Hrubý       | 1989 | 1990 | i exil                                               |
| Jiří Horák        | 1990 | 1993 |                                                      |
| Miloš Zeman       | 1993 | 2001 | premiärminister 1998–2002, president 2013–2023       |
| Vladimír Špidla   | 2001 | 2004 | premiärminister 2002–2004, EU-kommissionär 2004–2010 |
| Stanislav Gross   | 2004 | 2005 | premiärminister 2004–2005                            |
| Jiří Paroubek     | 2006 | 2010 | premiärminister 2005–2006                            |
| Bohuslav Sobotka  | 2011 | 2017 | premiärminister 2013–2017                            |
| Jan Hamáček       | 2018 | 2021 |                                                      |
| Michal Šmarda     | 2021 |      |                                                      |